# Duncan Ban MacIntyre
Duncan Ban MacIntyre (gälisch: Donnchadh Bàn Mac an t-Saoir; geboren 20. März 1724 in Druim Liaghart, Glen Orchy, Argyllshire, Schottland; gestorben 14. Mai 1812 in Edinburgh) war ein schottisch-gälischer Dichter. Er zählt zu den bekanntesten gälischsprachigen Dichtern des 18. Jahrhunderts in Schottland.

## Leben

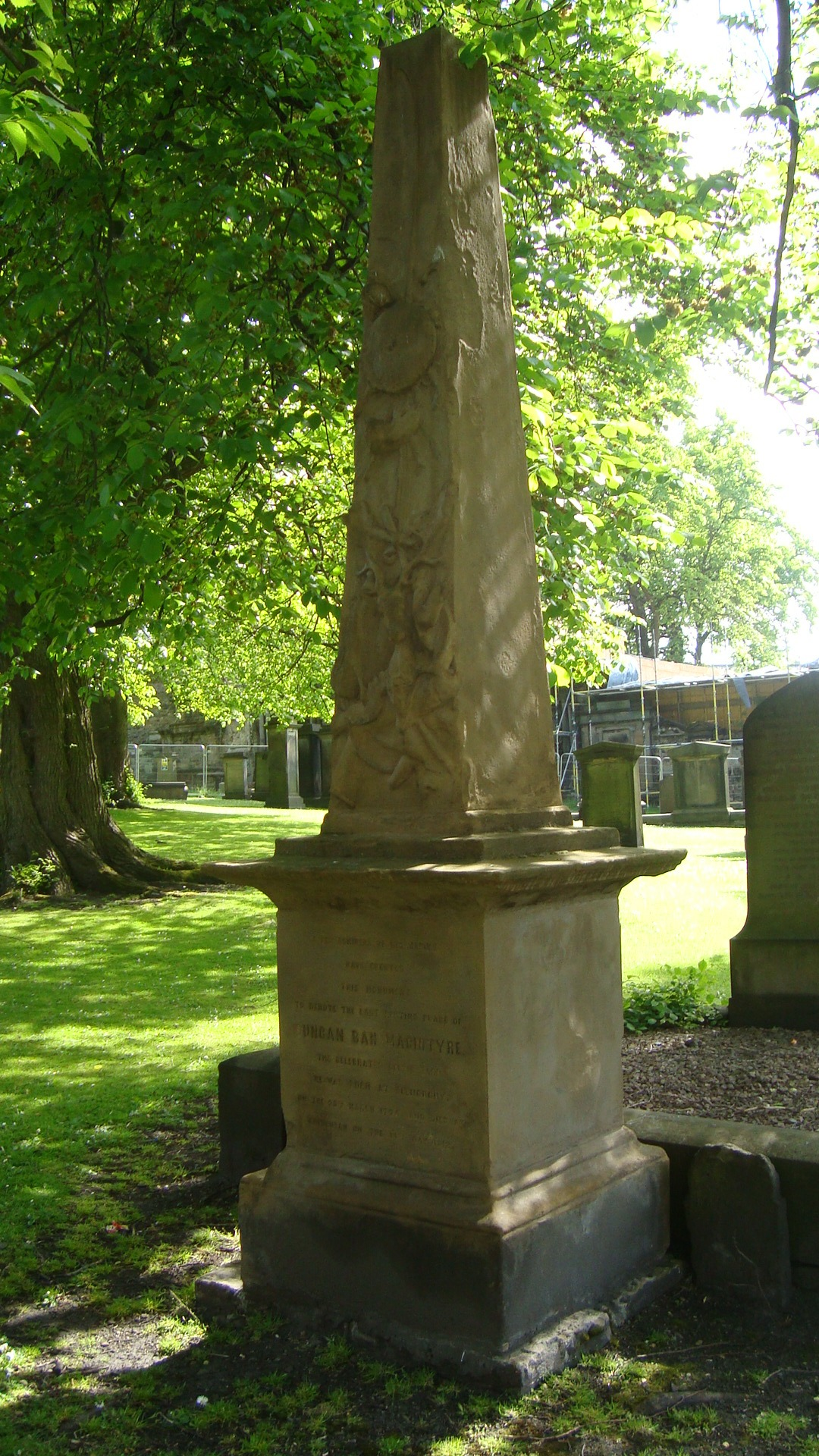
Grabstein von Duncan Ban MacIntyre und seiner Familie auf dem Greyfriars Kirkyard in Edinburgh

Geboren wurde Duncan Ban MacIntyre in den schottischen Highlands in der inzwischen nicht mehr existierenden Ansiedlung Druim Liaghart oberhalb des Westendes von Loch Tulla im Glen Orchy. Über seine Jugend ist wenig bekannt. Aufgrund der Armut seiner Eltern und der weiten Entfernung zur nächsten Schule in Dalmally erhielt er keine Schulausbildung und blieb Zeit seines Lebens Analphabet. 1746 nahm er während des letzten Aufstands der Jakobiten als Ersatzmann für Archibald Fletcher, einen lokalen Grundbesitzer und Angehörigen des Clan Campbell aus dem Glen Orchy auf Seiten der britischen Krone, an der Schlacht bei Falkirk teil. Dabei verlor er das ihm anvertraute Schwert, woraufhin ihm sein Auftraggeber das versprochene Entgelt verweigerte. MacIntyre verfasste darüber später ein humoristisches Gedicht. In den folgenden Jahren arbeitete er als Gamekeeper zunächst für den Earl of Breadalbane (der auch dafür sorgte, dass er schließlich doch seinen Lohn als Ersatzmann erhielt) und später den Duke of Argyll in deren Ländereien in Perthshire und Argyll. Dabei lernte er die wilde Natur und die einsamen Moor- und Heidelandschaften seiner Heimat kennen und schätzen. Er heiratete Màiri Ban Og MacIntyre (Mary MacIntyre), die Tochter eines Wirts in Inveroran am Südufer von Loch Tulla; beide gehörten dem Clan MacIntyre an. Sie hatten zusammen zehn Kinder, von denen vier zwischen 1767 und 1773 in Edinburgh geboren wurden.
1767 zog MacIntyre nach Edinburgh, wo er sechs Jahre bei den Breadalbane Fencibles diente. Ein Jahr nachdem er nach Edinburgh gezogen war, wurden erstmals Gedichte von ihm veröffentlicht. Nach dem Ende des Diensts bei den Fencibles wurde er Angehöriger der City-Guard of Edinburgh, bis er 1806 in Ruhestand ging. Auf wiederholten Reisen durch die Highlands sammelte er Material für neue Lieder und Gedichte und stellte seine Werke vor. MacIntyre starb 1812 in Edinburgh und wurde auf dem dortigen Greyfriars Kirkyard beigesetzt. Seine Frau starb 1824 und wurde, wie auch einige seiner Kinder, ebenfalls in seinem Grab auf dem Greyfriars Kirkyard beigesetzt.

## Schaffen

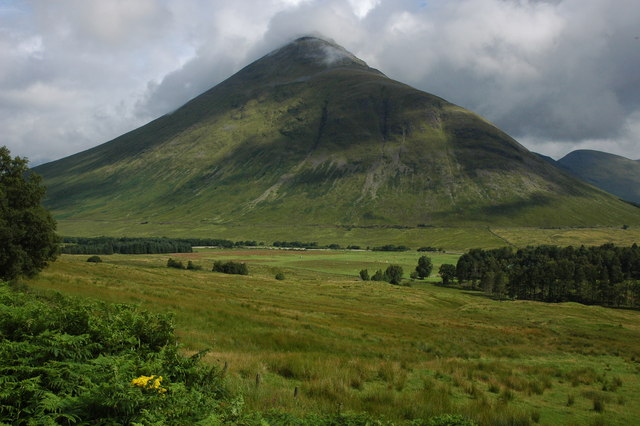
Der Beinn Dorain bei Bridge of Orchy, Gegenstand eines der bekanntesten Gedichte von Duncan Ban MacIntyre

Duncan Ban MacIntyres Muttersprache und die Sprache seiner Werke war Gälisch. In späteren Jahren erwarb er wahrscheinlich Englischkenntnisse, blieb für seine ursprünglich in Form von Liedern verfassten Gedichte jedoch seiner Muttersprache treu. Da ihm ein Schulbesuch als Kind nicht möglich war, lernte er nie Lesen und Schreiben und war für seine Lieder auf sein Gedächtnis angewiesen. Sie trugen ihm lokal den Beinamen Donnchadh Bàn nan Oran (auf Deutsch in etwa mit Blondhaariger Duncan der Lieder zu übersetzen) ein. Für die Veröffentlichung übernahmen es Freunde und Bekannte, seine Werke niederzuschreiben. Als Amanuensis war für ihn vor allem Donald MacNicol, der Pfarrer (Minister) von Lismore tätig. Übersetzungen seiner Gedichte ins Englische erfolgten unter anderem durch Hugh MacDiarmid und Iain Crichton Smith. Unter seinen Zeitgenossen beeinflusste ihn vor allem der etwas ältere schottisch-gälische Dichter und Barde Alasdair Mac Mhaighstir Alasdair (Alexander MacDonald), der 1746 auf der Seite von Bonnie Prince Charlie gekämpft hatte.
In seinen Gedichten beschrieb MacIntyre vor allem die Natur seiner Heimat mit ihren Wäldern, Bergen und weiten Moor- und Heidelandschaften, die er während seiner Tätigkeit als Jäger intensiv kennengelernt hatte. Er verfasste aber auch Liebesgedichte, Satiren und Trinklieder. Ähnlich wie Robert Burns mit seiner „Adress to a Haggis“ ein Lob auf das bekannteste schottische Nationalgericht verfasste, würdigte MacIntyre mit seiner „Ode to Gaelic and the Great Pipe in the Year 1784“ den Dudelsack, das schottische Nationalinstrument.
Zwar hatte er 1746 auf Regierungsseite gekämpft und später auch ein Loblied auf König Georg III. („Oran do’n Rìgh“, auf Deutsch: Lied an den König) verfasst, in anderen Gedichten ließ er jedoch Sympathien für die jakobitische Seite erkennen. Die Verfolgung der Jakobiten und die damit verbundene Zerstörung der traditionellen Clan-Strukturen und der gälischen Kultur schlugen sich nur selten in seinen Arbeiten nieder, ebenso nicht die beginnenden Highland Clearances mit ihren Vertreibungen der bisherigen Bewohner zugunsten der Schafzucht. Manche seiner Arbeiten lassen jedoch eine gewisse Trauer über das Verlorene erkennen. Im Gedicht „Song of the Foxes“ lobt MacIntyre die Füchse, weil sie die Schafe jagen, ein „graugesichtiges Volk, das hat unsere Hügel mit Trostlosigkeit überzogen“. Für ein Lied, das das 1746 erlassene Verbot des Kilts kritisierte, musste er kurzzeitig ins Gefängnis.
Seine beiden bekanntesten Gedichte sind „Moladh Beinn Dóbhrainn“ (auf Deutsch: Lob auf den Beinn Dorain) und „Oran Coire a Cheathaich“ (auf Deutsch: Lied des nebligen Kars). In beiden verherrlicht er die Natur seiner Heimat. Während er in „Moladh Beinn Dóbhrainn“ den Beinn Dorain, einen der markantesten Berge seiner näheren Heimat und seine Tierwelt, insbesondere die Rothirsche und die Hirschjagd preist, beschreibt er in „Oran Coire a Cheathaich“ die Natur eines Kars am Creag Mhòr im Glen Lochay, seiner Gräser und Beeren, der Blumen, Vögel und Bäume. Im Unterschied zu anderen Dichtern seiner Zeit wie etwa William Wordsworth verzichtete Macintyre auf philosophische und sentimentale Betrachtungen, seine Poesie ist eher deskriptiv und beschreibt die Naturschönheiten seiner Heimat. MacIntyres bekanntestes Liebesgedicht richtet sich an seine Frau Màiri.

## Ehrungen und Gedenken

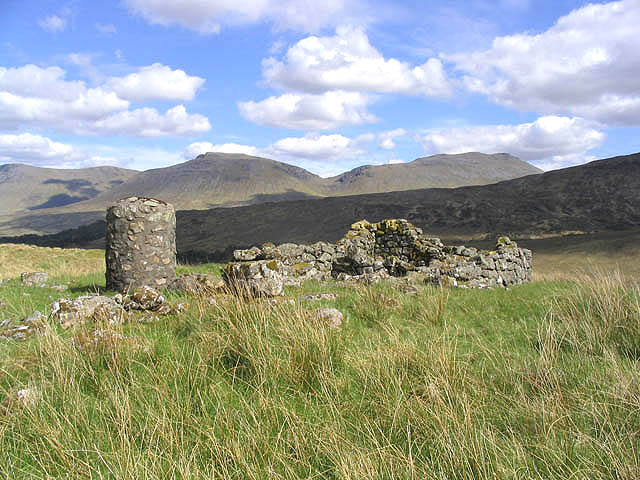
Cairn in den vermuteten Ruinen des Geburtshauses von Duncan Ban Macintyre westlich von Loch Tulla, rechts im Hintergrund der Beinn Dorain

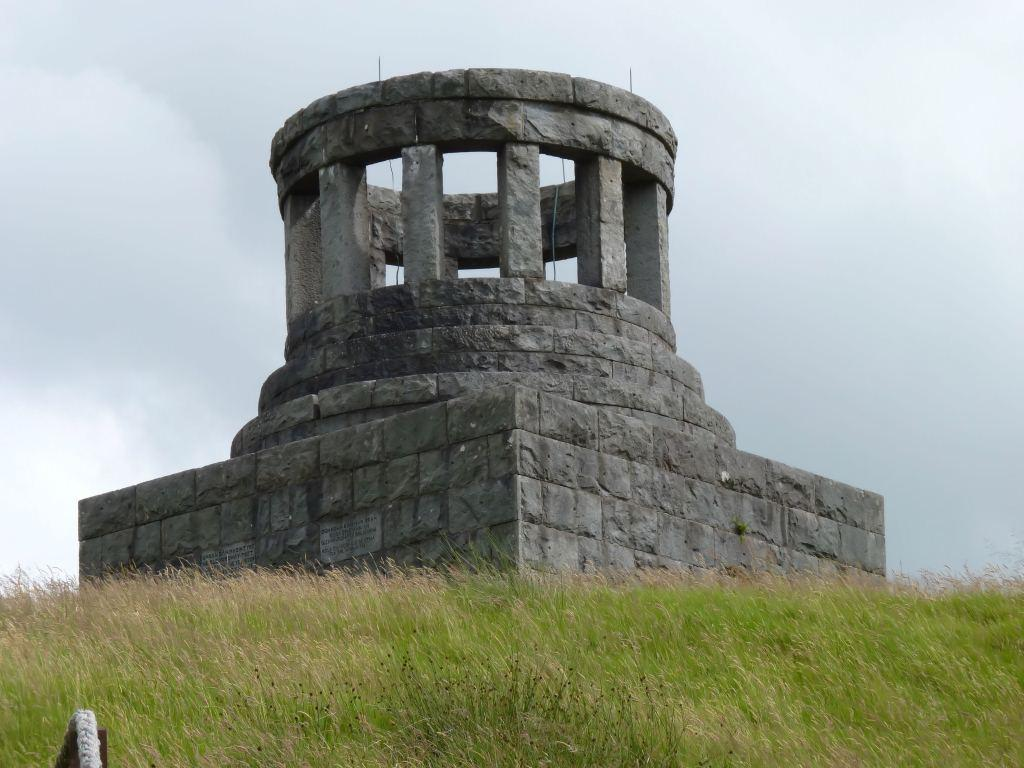
Dùn Athaich Monument südlich von Dalmally

Duncan Ban MacIntyre wird zu den bedeutendsten schottisch-gälischen Dichtern des 18. Jahrhunderts gezählt. Während seiner hauptsächlichen Schaffensperiode wurde als Reaktion auf die Jakobitenaufstände mit dem Disarming Act und weiteren Gesetzen dieser Art die traditionelle gälische Kultur der Highlands erheblich beeinträchtigt, zeitweise war bspw. das Tragen des traditionellen Kilts verboten. Fast gleichzeitig setzte jedoch ab etwa 1750 ein erstes Interesse an der gälischen Sprache und Kultur ein, befördert durch die angeblich altgälischen Gesänge des Ossian von James Macpherson. MacIntyre erhielt daher bereits zu Lebzeiten diverse Ehrungen und Auszeichnungen für seine Gedichte. Bei der Bewerbung um den Posten als Barde der Edinburgher Highland and Agricultural Society hatte er jedoch das Nachsehen und verlor gegen einen Mitbewerber, obwohl sein Gedicht gelobt wurde.
An der vermuteten Stelle seines Geburtshauses westlich von Loch Tulla wurde ein Cairn zu seiner Erinnerung in den Ruinen von Druim Liaghart errichtet. 1859 entstand bei Dalmally nach einem Entwurf von John Thomas Rochead, dem Architekten des Wallace Monuments bei Stirling, das Dùn Athaich Monument zum Gedenken an MacIntyre, in Form eines kleinen, weithin sichtbaren Rundbaus auf einem Hügel oberhalb von Loch Awe. Die Kosten der Errichtung waren durch öffentliche Sammlung zusammengetragen worden.